# Кроуфорд, Синди (порноактриса)
Синди Кроуфорд (англ. Cindy Lynett Crawford; род. 1980) — американская порноактриса.

## Биография
Родилась 6 декабря 1980 года в Лас-Вегасе, штат Невада.
Отработав три года стриптизёршей в Лас Вегасе, в 2002 году начала свою карьеру в качестве порноактрисы. В 2003 году подписала контракт с компанией Simon Wolf Productions, но уже через полмесяца из-за финансовых разногласий с ней, перешла в компанию Jill Kelly Productions. По той же причине ушла из неё в мае 2005 года, подвергнув критике внутреннюю организацию компании, которая несколько позже обанкротилась и была куплена журналом Penthouse.
В 2005 году заключила пятилетнее соглашение с компанией Pipedream на создание и продвижение собственной линии продуктов The Cindy Crawford Collection.
В 2007 году стала финалисткой премии F.A.M.E. (Премия любителей программ для взрослых) в программе Dirtiest Girl in Porn. В этом же году стала победительницей премии Adultcon в номинации Best actress for an oral performance в фильме Stormy Driven.
Несколько раз номинировалась на премию AVN Awards. В 2008 году стала её победительницей в номинации Most Outrageous Sex Scene (самая «жёсткая» сцена) в фильме Ass Blasting Felching Anal Whores. 
Последняя её роль в порно была в 2013 году.